# 본호테쥐
본호테쥐(Mus famulus)는 쥐과 생쥐속에 속하는 설치류의 일종이다. 남인도 서고츠 지역에서만 발견되며, 에라비쿨람 국립공원과 우티 아발란체 호수, 칼라파티, 쿠누르 지역에서 제안적으로 분포한다.

## 서식지 및 생태
야행성, 육상성 설치류이다. 자연 서식지는 아열대 또는 열대 기후 지역의 건조림과 건조 저지대 초원이다. 보통 해발 1540~2400m 고도 지역에서 발견된다. 서식지 감소로 위협을 받고 있다.

## 보전 상태
광범위한 서식지 파괴가 진행되고 있기 때문에 2008년 국제 자연 보전 연맹(IUCN)이 "절멸위기종"으로 분류했다. 현재 서식지 면적이 500km2 이하로 고립된 지역에 위치하는 것으로 추정된다. 서식지의 범위와 질이 지속적으로 하락하고 있다.
본호테쥐는 1972년 제정되고, 2002년 개정된 인도야생동물보호법 목록 V(해충)에 등재되었다.